# Ambroise Choiselat
Ambroise Choiselat est un sculpteur français né le 30 octobre 1815 à Paris et mort le 16 juin 1883 à Asnières.

## Biographie
Ambroise Choiselat est né à Paris, 11, rue Phélipeaux, le 30 octobre 1815. Fils de Pierre Choiselat, tabletier, et de Rosalie-Louise Viray, il devient élève du sculpteur Jean-Baptiste-Jules Klagmann et du peintre Eugène Lami, et entre aux Beaux-Arts de Paris le 6 octobre 1832. Il débute au Salon de 1843 et expose pour la dernière fois en 1878, époque où il habitait à Paris au 127, avenue d'Eylau.
À Paris, on lui doit, entre autres ouvrages, deux figures en pierre sur la façade de la fontaine Médicis au jardin du Luxembourg, le fronton de l'une des ailes du palais des Tuileries et le modèle d'une cheminée d'une des salles du Conseil d'État au Palais-Royal.
Il meurt le 16 juin 1883 à Asnières.

## Œuvres

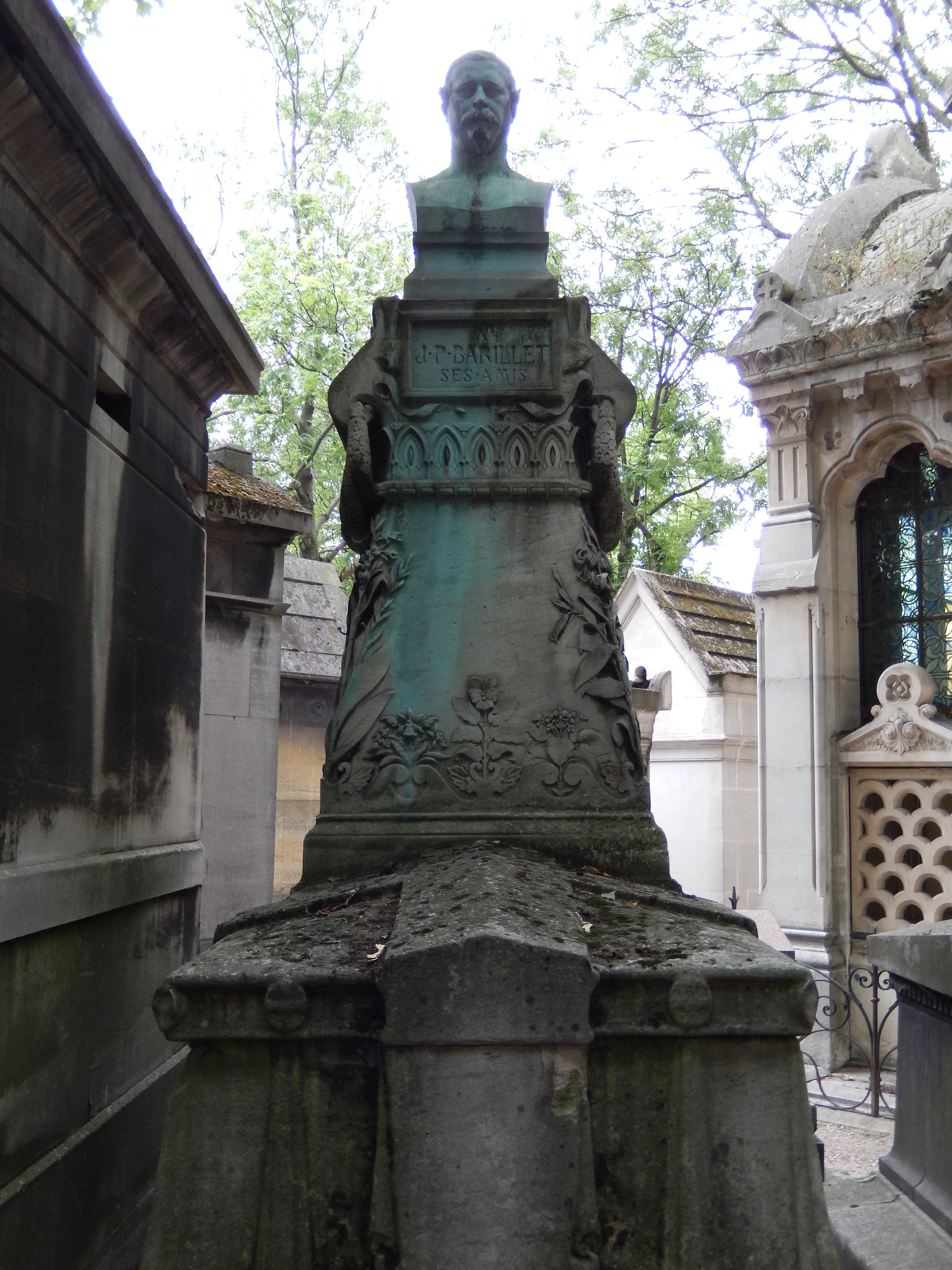
Jean-Pierre Barillet-Deschamps (1875), Paris, cimetière du Père-Lachaise.

- L'Enlèvement de Proserpine par Pluton, bas-relief en plâtre, Salon de 1843 (no 1408), localisation inconnue.
- M. B…, buste en plâtre, Salon de 1845 (no 2055), localisation inconnue.
- Portrait de M. L. L…, médaillon en bronze, Salon de 1845 (no 2056), localisation inconnue.
- Andromède sur le rocher, statue en marbre, Salon de 1847 (no 2044), localisation inconnue.
- Joueuse de flûte, statue en plâtre, Salon de 1864 (no 2549), localisation inconnue.
- Madame de M…, buste en marbre, Salon de 1864 (no 2550), localisation inconnue.
- Deux figures, 1864, pierre, nouvelle façade de la fontaine Médicis, Paris, jardin du Luxembourg.
- La Tragédie, statue en plâtre, Salon de 1865 (no 2913), localisation inconnue.
- Femme en costume du XVIe siècle, médaillon en plâtre, Salon de 1865 (no 2914), localisation inconnue.
- L'Agriculture, 1865, Paris, fronton de la grande galerie occidentale du palais des Tuileries[3].
- Constant Troyon, médaillon en terre cuite, Salon de 1866 (no 2690), localisation inconnue.
- Portrait de M. J. C…, buste en plâtre teinté, Salon de 1870 (no 4350), localisation inconnue.
- Portrait de M. L. D…, médaillon en plâtre teinté, Salon de 1870 (no 4351), localisation inconnue.
- Jean-Pierre Barillet-Deschamps (1824-1873), jardinier en chef de la Ville de Paris, 1875, buste en bronze, H. 65 cm, Paris, cimetière du Père-Lachaise.
- Modèle d'une cheminée ornée de bronzes et de sculptures, 1875, cheminée à Paris au Palais-Royal dans une des salles du Conseil d’État, autrefois salon des fêtes du prince Napoléon.
- Panneau pour coffre de cheminée, époque Louis XIV, bas-relief en plâtre, localisation inconnue.
- Vase commémoratif de l'exposition universelle de Londres en 1851 au Palais de Buckingham.